# Tempern von Feuerstein

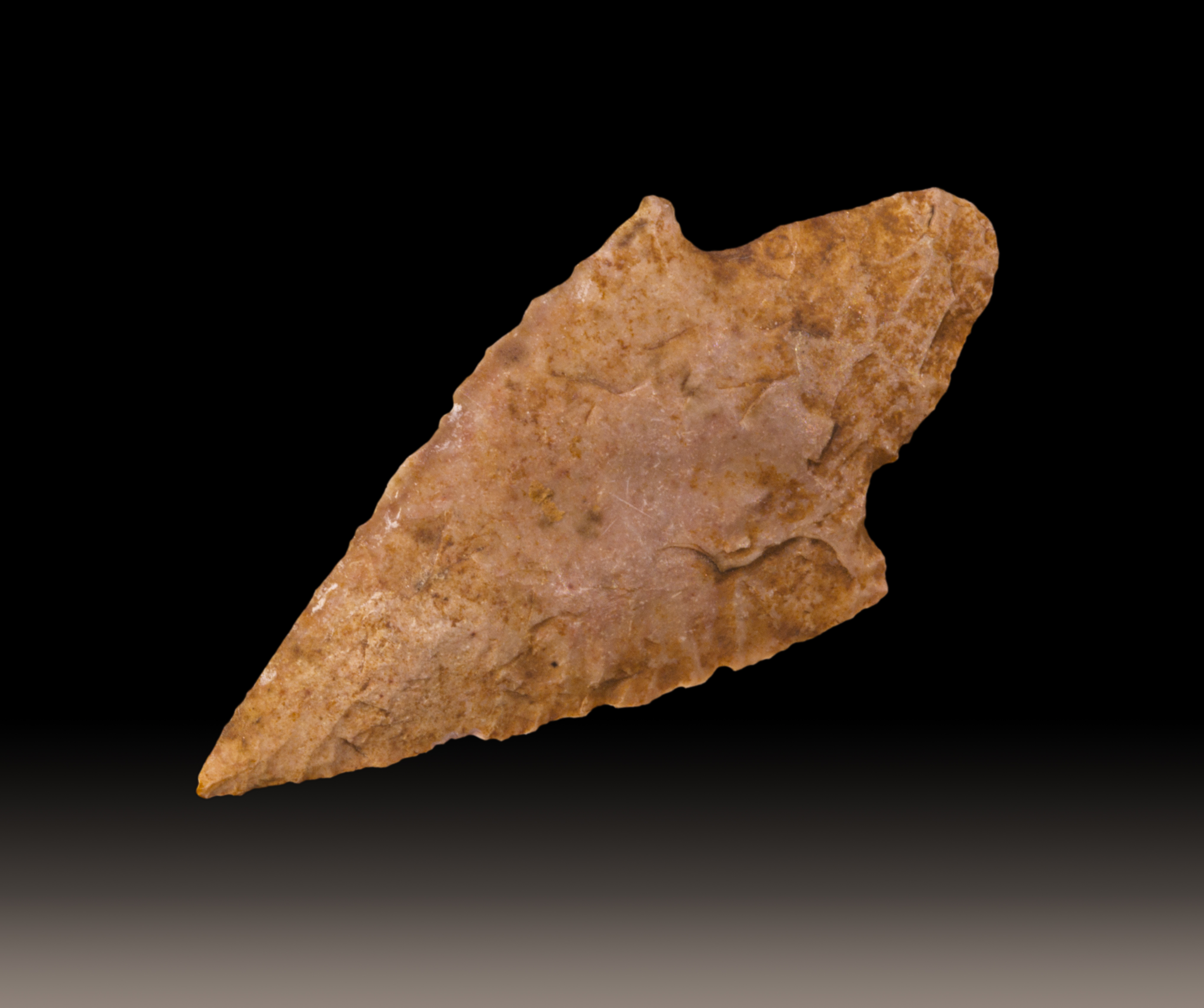
Rötliche Hornstein-Pfeilspitze aus der Jungsteinzeit

Tempern von Feuerstein beschreibt die thermische Behandlung (Tempern) von Feuerstein, insbesondere Hornstein.
In der Ur- und Frühgeschichte wird der Begriff des Temperns für die gezielte Erhitzung von Feuerstein-Rohstoffen verwendet,  um die Bearbeitungseigenschaften oder die Farbe des Gesteins zu verbessern. Sie bewirkt eine Veränderung der Gesteinsstruktur und ist an Farbe und Oberflächenbeschaffenheit zu erkennen. Die Spaltbarkeit des Minerals wird insofern beträchtlich erhöht, als bei gleichem Kraftaufwand nach einer thermischen Behandlung die Bewegungsenergie (kinetische Energie) im Gestein längere Strecken durchläuft als im unbehandelten Gestein, wodurch größere Spaltflächen möglich werden. Alternativ könnte man formulieren, dass Tempern einen deutlich reduzierten Kraftaufwand zulässt und trotzdem  hinreichend große Spaltflächen angelegt werden können.
Wird Hornstein wie Feuerstein z. B. unter einer Sandabdeckung, einige Zeit auf Temperaturen um 350 °C erhitzt, tritt eine Gefügeveränderung ein. Durch die experimentelle Archäologie wurde die Möglichkeit einer solchen Gefügeveränderung für Artefakte aufgezeigt. Feuerhärtung dominiert bei Homo sapiens seit 72.000 Jahren bei Steingeräten aus Hornstein, sie tritt seit 164.000 Jahren (Fundort Pinnacle Point in Südafrika) auf.
Besonders charakteristisches Merkmal des Temperns ist ein seidenmatter Glanz, der jedoch ausschließlich auf Zurichtungsnegativen vorhanden ist, die nach der Hitzebehandlung angelegt worden sind. Die Farbvariationen von rot, rosa bis zu grau hängen von der Mineralzusammensetzung ab. Je höher der Eisengehalt im Stein ist, desto größer ist die Rötung. Enthält der Stein mehr Mangan, so spielt seine Farbe ins Graue.
Durch Hitze weiß gebrannter und strukturell zerrütteter Feuerstein wird von den Archäologen als kalzinierter Flint bezeichnet.
Auch Holz kann durch Erhitzen gehärtet werden, allerdings eignen sich nicht alle Holzarten dazu gleichermaßen. Ein als „Bratspieß“ bezeichneter Fichtenholzstab im Umfeld der Schöninger Speere wurde möglicherweise bewusst im Feuer gehärtet, während Feuerhärtung für die etwa gleich alte Lanzenspitze von Clacton-on-Sea und die eemzeitliche Lanze von Lehringen bezweifelt wird.
Aus Funden der späteren Metallzeiten ist auch ein Tempern von Metallen zur thermischen Veränderung von Materialeigenschaften bekannt.